# Julien Benda

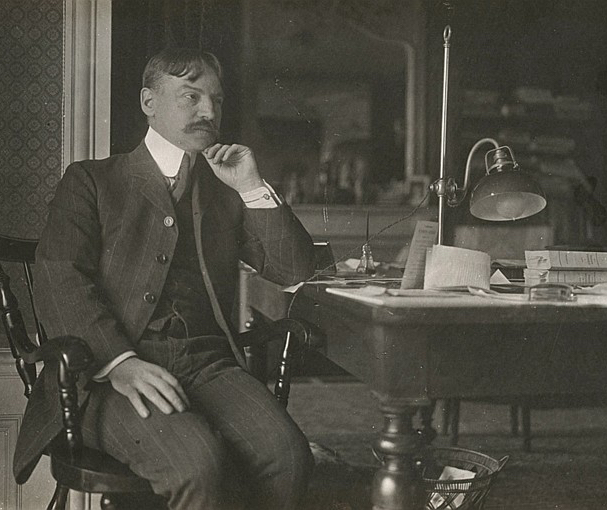
Julien Benda

Julien Benda (Parijs, 26 december 1867  – Fontenay-aux-Roses, 7 juni 1956) was een Frans filosoof, romancier en criticus. Hij was een vurig verdediger van de zuivere rede en vijand van het mysticisme en het irrationalisme.

## Levensloop
Benda was een onafhankelijk denker die Alfred Dreyfus verdedigde en het werk van de filosoof Henri Bergson aanviel. Hij verweet Bergson te vervallen in een vorm van irrationalisme doordat hij intuïtie boven de rede plaatste.
In La Trahison des Clercs (1927, letterlijk: Het verraad der klerken, maar in 2018 naar het Nederlands vertaald als Het verraad van de intellectuelen) klaagde hij de intellectuelen aan die kozen voor nationalisme, xenofobie, racisme, marxisme en militarisme en tegen redelijkheid, rationalisme en internationalisme. Het verraad lag erin dat de intellectuelen hun historische opdracht niet meer vervulden: ze spraken de macht niet langer tegen en wakkerden het amorele realisme aan in plaats van het af te remmen en 'het goede' voor te spiegelen. Hij was ook een vroege voorvechter van de Europese gedachte. Europa moest een ruimte van recht, vrijheid en beschaving worden waarin geen plaats was voor nationalisme.